# Gampsocorinae
Gampsocorinae – podrodzina pluskwiaków z podrzędu różnoskrzydłych i rodziny smukleńcowatych.

## Morfologia
Pluskwiaki te wyróżniają się na tle rodziny głową o silnie zredukowanych bukulach, poprzecznym szwie międzyocznym i zwykle wyraźnie obrączkowanych czułkach. Tułów ich wyróżnia się szarawobiałymi łatami na mezopleurach. Charakterystycznymi cechami ich odwłoka są jedwabista powierzchnia drugiego segmentu oraz genitalia o zredukowanym hypandrium.

## Rozprzestrzenienie
Przedstawiciele plemienia Gampsocorini zamieszkują półkulę wschodnią, a przedstawiciele Hoplinini półkulę zachodnią. W Australii występuje tylko Australacanthus halei. Z Polski dwa gatunki (zobacz: smukleńcowate Polski).

## Taksonomia
Takson ten wprowadzony został w 1959 roku przez Richarda Southwooda i Dennisa Lestona. We współczesnym sensie, jako jedna z trzech podrodzin smukleńcowatych, zdefiniowany został w monografii Thomasa J. Henry’ego z 1997 roku. Według zawartej w niej analizy filogenetycznej stanowi on grupę siostrzaną dla Metacanthinae, z którymi tworzy klad siostrzany dla Berytinae.
Podrodzina ta obejmuje ponad 50 opisanych gatunków, zgrupowanych w 2 plemionach i 13 rodzajach:
- plemię: Gampsocorini
  - Australacanthus Henry, 1997
  - Gampsoacantha Josifov & Stusak, 1987
  - Gampsocoris Fuss, 1852
  - Micrometacanthus Lindberg, 1958
- plemię: Hoplinini
  - Cuscohoplininus Dellapé & Carpintero, 2007
  - Diabolonotus Henry, 1996
  - Hoplinus Stal, 1874
  - Metajalysus Stusak, 1977
  - Oedalocanthus Henry, 1996
  - Parajalysus Distant, 1883
  - Phaconotus Harris, 1943
  - Pronotacantha Uhler, 1893
  - Xenoloma Harris, 1943